# Empis lucidilabris
Empis lucidilabris är en tvåvingeart som beskrevs av Mario Bezzi 1905. Empis lucidilabris ingår i släktet Empis och familjen dansflugor. Inga underarter finns listade i Catalogue of Life.